# Индийские погромы в Кыргызстане (2024)
1. перенаправление Межэтнические беспорядки в Бишкеке (2024)